# Convocazioni alla NORCECA Final Six maschile 2022
Elenco dei giocatori convocati per la NORCECA Final Six 2022.

## Canada
| N° | Nome              | Ruolo | Data di nascita  | Squadra          |
| -- | ----------------- | ----- | ---------------- | ---------------- |
| -  | Dan Ota           | All   | -                | Dalhousie        |
| 1  | Jordan Pereira    | L     | 8 marzo 1998     | McMaster         |
| 2  | Matthew Neaves    | O     | 21 giugno 2000   | British Columbia |
| 3  | Jesse Elser       | S     | 27 maggio 1999   | Trinity Western  |
| 4  | Jordan Canham     | O     | 4 luglio 2000    | Alberta          |
| 8  | Cole Ketrzynski   | S     | 8 agosto 2001    | UC Los Angeles   |
| 11 | Logan House       | S     | 6 ottobre 1999   | Brock            |
| 13 | Maxwell Elgert    | P     | 31 agosto 1998   | Alberta          |
| 14 | Xander Ketrzynski | C     | 27 gennaio 2000  | Aich/Dob         |
| 16 | Jordan Schnitzer  | C     | 28 luglio 1999   | Trinity Western  |
| 17 | Isaac Heslinga    | L     | 22 gennaio 2002  | Alberta          |
| 19 | Cole Duncanson    | C     | 27 novembre 2002 | Queen's          |
| 21 | Luke Herr         | P     | 18 luglio 1994   | Herrsching       |
| 22 | Brandon Koppers   | S     | 9 settembre 1995 | Będzin           |
| 23 | Fynnian McCarthy  | C     | 4 dicembre 1999  | Lvi Praha        |

## Cuba
| N° | Nome               | Ruolo | Data di nascita  | Squadra        |
| -- | ------------------ | ----- | ---------------- | -------------- |
| -  | Nicolás Vives      | All   | 24 aprile 1970   | Hatta          |
| 2  | Osniel Melgarejo   | S     | 18 dicembre 1997 | Chaumont       |
| 3  | Julio Cárdenas     | S     | 4 settembre 2000 | Tourcoing      |
| 4  | Michael Sánchez    | O     | 5 giugno 1986    | Minas          |
| 5  | Javier Concepción  | C     | 27 dicembre 1997 | Stade Poitevin |
| 7  | Yonder García      | L     | 26 febbraio 1993 | Ciudad Habana  |
| 10 | Miguel Gutiérrez   | O     | 21 febbraio 1997 | Al-Kweldeeh    |
| 11 | Liván Taboada      | P     | 4 ottobre 1998   | Baia Mare      |
| 12 | Jesús Herrera      | O     | 4 aprile 1995    | Chaumont       |
| 13 | Robertlandy Simón  | C     | 11 giugno 1987   | Shahdab Yazd   |
| 14 | Adrián Goide       | P     | 26 giugno 1998   | UPIS           |
| 17 | Roamy Alonso       | C     | 24 luglio 1997   | Chaumont       |
| 18 | Miguel Ángel López | S     | 25 marzo 1997    | Sada           |
| 22 | José Gutiérrez     | S     | 27 ottobre 2001  | Chaumont       |
| 23 | Marlon Yant        | S     | 23 maggio 2001   | Lube           |

## Messico
| N° | Nome              | Ruolo | Data di nascita   | Squadra               |
| -- | ----------------- | ----- | ----------------- | --------------------- |
| -  | Jorge Azair       | All   | -                 | -                     |
| 2  | Jesús Izaguirre   | L     | 7 marzo 1997      | Sonora                |
| 3  | Hiram Bravo       | L     | 19 dicembre 1999  | Tigres UANL           |
| 4  | Raynel Ferrán     | S     | 31 ottobre 2001   | -                     |
| 6  | Josué López       | S     | 21 luglio 2002    | Tigres UANL           |
| 7  | Diego González    | O     | 15 febbraio 2000  | Tigres UANL           |
| 9  | Axel Téllez       | C     | 8 settembre 1999  | Tigres UANL           |
| 10 | Pedro Rangel      | P     | 16 settembre 1988 | Arcada Galați         |
| 12 | Mauro Fuentes     | S     | 13 ottobre 1997   | IE Matadors           |
| 14 | Jonathan Martínez | C     | 30 settembre 1991 | UACH                  |
| 15 | Christian Aranda  | P     | 9 aprile 1997     | -                     |
| 16 | Miguel Chávez     | C     | 13 maggio 1996    | Univerdidad de Sonora |
| 18 | Yasutaka Sanay    | S     | 2 maggio 2001     | Baja California       |
| 20 | Luis Hernández    | O     | 4 gennaio 2001    | Tapatíos de Jalisco   |
| 21 | Brandon López     | C     | 30 agosto 1996    | -                     |

## Porto Rico
| N° | Nome             | Ruolo | Data di nascita   | Squadra                  |
| -- | ---------------- | ----- | ----------------- | ------------------------ |
| -  | Oswald Antonetti | All   | 28 giugno 1977    | -                        |
| 2  | Klistan Lawrence | O     | 7 gennaio 2003    | Sagrado Corazón          |
| 3  | Omar Hoyos       | S     | 20 dicembre 2001  | George Mason             |
| 5  | Pedro Nieves     | C     | 29 giugno 1993    | Eilabun                  |
| 6  | Gregory Torres   | O     | 30 novembre 2003  | North Greenville         |
| 7  | Arturo Iglesias  | P     | 22 novembre 1995  | Caribes de San Sebastián |
| 9  | Pedro Molina     | S     | 7 aprile 1999     | Cafeteros de Yauco       |
| 10 | Axel Meléndez    | S     | 30 settembre 2003 | Purdue Fort Wayne        |
| 12 | Arnel Cabrera    | L     | 21 luglio 1989    | Mets de Guaynabo         |
| 13 | Roque Nido       | P     | 8 dicembre 1999   | NJIT                     |
| 14 | Pelegrín Vargas  | S     | 31 luglio 1998    | OFĪ Creta                |
| 18 | Antonio Elías    | C     | 15 settembre 2000 | Lewis                    |
| 19 | Ángel Rivera     | C     | 12 maggio 1992    | Dallas Tornadoes         |

## Rep. Dominicana
| N° | Nome               | Ruolo | Data di nascita   | Squadra                  |
| -- | ------------------ | ----- | ----------------- | ------------------------ |
| -  | José Gutiérrez     | All   | -                 | -                        |
| 1  | Henry Tapia        | O     | 1º marzo 1992     | Al-Arabi                 |
| 2  | Luis Reinoso       | S     | 4 settembre 2000  | Guerreros                |
| 4  | Wilfredo Hernández | S     | 8 dicembre 1990   | Bameso Bulldogs          |
| 5  | Erik Florián       | L     | 20 agosto 2001    | Los Santos de San Lazaro |
| 6  | Dawilin Méndez     | C     | 6 gennaio 2002    | Bameso Bulldogs          |
| 7  | Juan José de Jesús | P     | 14 novembre 1994  | Mauricio Báez            |
| 8  | Henry López        | S     | 9 dicembre 1994   | Los Santos de San Lazaro |
| 9  | Bryan Turbides     | L     | 29 settembre 2001 | Bameso Bulldogs          |
| 10 | Mario Torres       | C     | 13 settembre 2001 | Guerreros                |
| 12 | Bismal Almonte     | O     | 9 aprile 1999     | Los Santos de San Lazaro |
| 13 | Félix Romero       | C     | 2 maggio 1995     | Bameso Bulldogs          |
| 14 | Luke Ramírez       | P     | 12 giugno 2003    | Distrito Nacional        |
| 15 | Luther Rosario     | C     | 28 aprile 2003    | Guerreros                |
| 19 | Héctor Cruz        | S     | 12 giugno 1997    | Al-Hilal                 |

## Stati Uniti
| N° | Nome             | Ruolo | Data di nascita  | Squadra        |
| -- | ---------------- | ----- | ---------------- | -------------- |
| -  | Andy Read        | All   | -                | CSU Long Beach |
| 5  | Matthew West     | P     | 1º ottobre 1993  | Charlottenburg |
| 9  | James Norris     | C     | 13 novembre 1999 | UC Los Angeles |
| 11 | Francesco Sani   | S     | 16 luglio 2002   | UC Irvine      |
| 14 | Quinn Isaacson   | P     | 19 febbraio 1999 | Ball State     |
| 15 | Parker Van Buren | O     | 26 aprile 2002   | Loyola Chicago |
| 16 | Nyerovwome Omene | C     | 5 giugno 2003    | Princeton      |
| 17 | Austin Wilmot    | C     | 15 marzo 1998    | Pepperdine     |
| 20 | Ethan Champlin   | S     | 29 novembre 2001 | UC Los Angeles |
| 21 | Mason Briggs     | L     | 21 gennaio 2001  | CSU Long Beach |
| 22 | Kyle McCauley    | S     | 23 gennaio 1999  | UC San Diego   |
| 24 | Brett Wildman    | S     | 6 marzo 2000     | Penn State     |
| 26 | Merrick McHenry  | C     | 17 ottobre 2000  | UC Los Angeles |
| 29 | Cole Power       | L     | 31 luglio 2001   | UC Irvine      |
| 31 | Spencer Olivier  | S     | 5 gennaio 1999   | CSU Long Beach |